# Petrobia waltheriae
Petrobia waltheriae är en spindeldjursart som beskrevs av Tuttle, Baker och Abbatiello 1974. Petrobia waltheriae ingår i släktet Petrobia och familjen Tetranychidae. Inga underarter finns listade i Catalogue of Life.